# Aban (cratera)
Aban é uma cratera marciana. Tem como característica 4.2 quilômetros de diâmetro. Deve o seu nome à localidade homónima situada na Rússia.